# Żołnierz przyszłości
Żołnierz przyszłości (ang. Soldier), znany również pod tytułem Galaktyczny wojownik – amerykański film science fiction, thriller z 1998 w reżyserii Paula W. S. Andersona.

## Fabuła
Przyszłość. Bezwzględny żołnierz Todd 3465 (Kurt Russell) zostaje zastąpiony przez zmodyfikowanego genetycznie wojownika Caine’a 607 (Jason Scott Lee). Trafia na odległą planetę, będącą kosmicznym wysypiskiem śmieci. Wkrótce atakuje ją Caine i jego towarzysze. Todd staje z nimi do walki.

## Obsada
- Kurt Russell jako Todd
- Jason Scott Lee jako Caine 607
- Jason Isaacs jako Mekum
- Connie Nielsen jako Sandra
- Sean Pertwee jako Mace
- Jared Thorne jako Nathan
- Taylor Thorne jako Nathan
- Mark Bringleson jako Rubrick
- Gary Busey jako Church
- K. K. Dodds jako Sloan
- James R. Black jako Riley
- Mark De Alessandro jako Goines
- Vladimir Orlov jako Romero
- Carsten Norgaard jako Green
- Duffy Gaver jako Chelsey
- Michael Chiklis jako Jimmy Pig
- Alexander Denk jako Military Observer